# Per Pedersen
Per Pedersen es un exciclista danés, nacido el 5 de abril de 1964 en Vestervig (Dinamarca).
Fue profesional desde 1986 hasta 1995, años en los que consiguió tres victorias en el circuito ciclista profesional.
Su labor dentro de los equipos en los que militó siempre fue la de gregario. Alcanzó su rendimiento máximo en el equipo español Amaya Seguros, dirigido por Javier Mínguez y trabajando para Laudelino Cubino o Oliverio Rincón.
Reconoció haberse dopado, usando Cortisona.

## Palmarés
1984
- 3.º en el Campeonato de Dinamarca en Ruta

1985
- 1 etapa del Tour de Lieja

1989
- 3.º en el Campeonato de Dinamarca en Ruta

1990
- 1 etapa de la Volta a Cataluña

1991
- 1 etapa de la Vuelta a la Comunidad Valenciana

1993
- 1 etapa de la Vuelta al Algarve

## Equipos
- R.M.O. (1986-1990)
- Amaya Seguros (1991)
- Varta (1991, sólo una carrera)
- Amaya Seguros (1992-1993)
- Asfra-Orlans (1995)